# Horsham Rural City
Horsham Rural City är en kommun i Australien. Den ligger i delstaten Victoria, omkring 270 kilometer nordväst om delstatshuvudstaden Melbourne. Antalet invånare var 19 642 vid folkräkningen 2016.
Följande samhällen finns i Horsham:
- Horsham